# De València a Nova York en les ales d'un parot
De València a Nova York en les ales d'un parot va ser un cadafal que l'artista faller Carles Cortina va plantar a la Plaça de Marià Benlliure en 1928, que va obtenir el primer premi de la màxima categoria. És considerada una de les primeres grans falles de la història, i una pionera de les falles monumentals.

## Explicació de la falla
En 1927 es va posar en marxa el tren faller, una iniciativa (junt a un barco faller) que, juntament a una major cobertura periodística de la festa i l'ampliació, per part del Comité Central Faller, dels dies festius d'un a tres, va fer que el públic que anava a València a visitar les falles augmentara considerablement. La falla de Cortina parodiava este tren, plantant com a remat un parotet de catorze metres de llarg amb un tramvia enganxat avall.
Conforme s'explicava al llibret, se suposava que el parot havia aconseguit aquella mida després que els fallers li hagueren obert la gana donant-li licor d'herbes, i l'havien alimentat amb arròs al forn, xulles i vi. Després, li havien enganxat el tramvia perrera (un tramvia real dels que circulava per la ciutat, reproduït fidelment) per a utilitzar-lo de cabina de viatgers per a fer vols transatlàntics des de València a Nova York. Entre els passatgers hi havia figures representant diferents sectors socials, incloent-hi dos empresaris anomenats Rey de las Escobas i Bomba L'Oliér, i una atractiva aviadora anomenada Miss Menga. La gràcia del llibret li va fer rebre un esment d'honor al concurs de Lo Rat Penat.
El recurs dels vols transatlàntics també es deu a l'actualitat, aleshores, d'este tipus de vols amb els casos de Lindbergh o Ramon Franco.